# Roscoe Pound
Nathan Roscoe Pound (27 de outubro de 1870 – 30 de junho de 1964) foi um jurista norte-Americano e professor de direito. Ele foi Reitor da Faculdade de Direito da  Universidade de Nebraska de 1903 a 1911 e, em seguida, Reitor da Faculdade de Direito de Harvard , de 1916 a 1936. A Revista de Estudos Jurídicos identificou Pound como um dos juristas mais citados do século XX.

## Infância e Educação
Pound nasceu em Lincoln, Nebraska, nos Estados Unidos, filho de Stephen Bosworth Pound e Laura Pound. Estudou botânica na Universidade de Nebraska em Lincoln. Ele recebeu seu diploma de bacharel em 1888, e o de mestre em 1889. Em 1889, ele começou seus estudos de direito; ele passou um ano em Harvard , mas nunca recebeu um diploma de direito. Ele recebeu o primeiro Doutorado em botânica pela Universidade do Nebraska, em 1898.

## Carreira de direito
Em 1903 Pound tornou-se reitor da Universidade de Nebraska. Em 1911 Pound começou a lecionar em Harvard, e em 1916, tornou-se reitor da Escola de Direito de Harvard e serviu nesse cargo até 1937. Ele escreveu "Spurious Interpretation" em 1907, "Outlines of Lectures on Jurisprudence em 1914, O Espírito do Direito Comum  em 1921, Law and Morals  em 1924, e Criminal Justice in America na década de 1930.
Em 1908, ele fez parte da equipe editorial fundadora do primeiro jornal de direito comparado dos Estados Unidos, o Annual Bulletin da Ordem de Advogados dos Estados Unidos (American Bar Association) Ele também foi o fundador do movimento da "jurisprudência sociológica", um influente crítico da doutrina da liberdade de contrato do Supremo Tribunal dos estados unidos, simbolizado pelo caso Lochner v. New York (1905), e um dos primeiros líderes do movimento Americano do Realismo Jurídico, que defendia uma interpretação do direito mais pragmática e mais envolvente do interesse público, e também um foco em como os processos legais de fato ocorriam, em oposição às (na sua opinião) terras áridas do formalismo jurídico, que prevalecia na jurisprudência Americana da época. De acordo com Pound, estes movimentos jurisprudentes defendiam "o ajustamento dos princípios e doutrinas às condições humanas que governam, ao invés de princípios presumidos". Enquanto Pound era reitor da faculdade de direito, o registro de alunos quase dobrou, mas os seus padrões eram tão rigorosos que um terço dos matriculados não se formaram. Entre eles estavam muitos dos grandes políticos inovadores dos anos do New Deal.
Em 1929, o Presidente Herbert Hoover nomeou Pound como um dos onze membros principais da Comissão Wikersham, que lidava com questões relativas à aplicação da lei, a atividade criminal, a brutalidade policial, e à Proibição.
Durante o primeiro mandato de Roosevelt, Pound inicialmente apoiou o New Deal. No entanto, em 1937, Pound voltou-se contra o New Deal e o realismo jurídico após Roosevelt propor o inchamento dos tribunais federais e encorporar agências independentes ao poder executivo. Outros fatores que contribuíram a este "conservadorismo dormente" dentro de Pound incluíram amargas batalhas com os liberais de Harvard, a morte de sua esposa, e um forte intercâmbio com Karl Llewellyn. Pound, no entanto, havia sido um defensor das medidas e reformas propostas por Roosevelt há anos, e era considerado que ele só tornou-se conservador porque teria visto uma oportunidade para ganhar atenção após seus colegas de mudarem seus pontos de vista em relação às reformas uma vez que foram propostas por Roosevelt.
Em 1937 Pound renunciou ao cargo de Reitor da Faculdade de Direito de Harvard para se tornar um Professor Universitário e logo se tornou um líder dos críticos do realismo jurídico. Propôs suas idéias de reforma política ao líder Chinês Chiang Kai-shek. Em 1934, Pound recebeu um diploma honorário da Universidade de Berlim, apresentado pelo Embaixador alemão aos Estados Unidos. Na década de 1940, Pound era aparentemente o candidato favorito à substituir John P. Higgins como juiz do Tribunal Militar Internacional do Extremo Oriente, que conduzia julgamentos por crimes de guerra, em Tóquio, apesar de uma nomeação não se realizar.

### Justiça Criminal em Cleveland
Em 1922, Roscoe Pound e Felix Frankfurter realizaram um detalhado estudo quantitativo de relatórios criminais de jornais de Cleveland do mês de janeiro de 1919 usando o espaço dos jornais em polegadas como medida. Eles descobriram que, na primeira metade do mês, a quantidade total de espaço ocupado por notícias de crime foi de 925 polegadas. mas na segunda metade, pulou para 6642 polegadas. Isto apesar do fato de que o número de crimes relatados ter aumentado de 345 para 363. Eles concluíram que, embora a "onda de crime" da cidade fosse muito divulgada, era em grande parte fictícia e fabricada pela imprensa, e que a cobertura havia tido consequências reais para a administração da justiça criminal.
Como o público acreditava que estava no meio de uma epidemia de crime, exigiu uma resposta imediata da polícia e das autoridades da cidade. Os jornais, que desejavam manter o apoio público, foram cuidadosos "mais para satisfazer a demanda popular do que para observar o processo da lei." O resultado foi uma maior probabilidade de interferências com a justiça e penas mais graves do que os crimes implicavam.

### Contribuição para a jurisprudência
Roscoe Pound também fez uma contribuição significativa à jurisprudência na tradição sociológica da jurisprudência, que ressaltava a importância das relações sociais no desenvolvimento do direito e vice-versa. Sua teoria mais conhecida consiste no conceito do direito como engenharia social. De acordo com Pound, um legislador atua como um engenheiro social, por tentar resolver problemas na sociedade utilizando o direito como uma ferramenta.

## Vida pessoal
Roscoe Pound foi o irmão da famosa folclorista e acadêmica Louise Pound.
Em 1903, Pound e George Condra fundaram a Sociedade dos Inocentes, uma sociedade de honra preeminente do Nebraska que existe até hoje. Pound também é membro do Hall da Fama do Nebraska. Ele era um Maçom, e foi membro e Mestre do Lancaster Lodge No. 54 FA & AM Lincoln, Nebraska. Ele também serviu como Vice-Grão-Mestre da Grand Lodge de Massachusetts, em 1915, e realizou uma série de palestras maçônicas para o Grand Lodge em Março e Abril de 1916.
Sua filha, Vera Marie Pound (19 de julho de 1917 –  dia 2 de dezembro, 1994), casou-se com o Professor de de Direito de Harvard Vern Countryman (13 de Maio de 1917 – 2 de Maio de 1999).